# Trilepis
Trilepis  Nees é um género botânico pertencente à família Cyperaceae.

## Sinônimo
- Fintelmannia Kunth

## Espécies
| - Trilepis abyssinica - Trilepis alcatrazensis - Trilepis ciliatifolia - Trilepis eximia - Trilepis kanukuensis - Trilepis lhotzkiana - Trilepis microstachya | - Trilepis microtachya - Trilepis oliveri - Trilepis pilosa - Trilepis rehmanniana - Trilepis royleana - Trilepis setifera |